# Gerard de Jode
Pour les articles homonymes, voir De Jode.
Gerard de Jode (1509 - 1591) est un cartographe, graveur et éditeur actif à Anvers au XVIe siècle.

## Biographie
Il naît à Nimègue et meurt à Anvers. Après une éducation scientifique très variée dont les mathématiques et l'apprentissage de la gravure, il sert dans l'armée de Charles Quint mais revient vite à ses études. En 1547 il entre dans la guilde de Saint-Luc et commence à travailler comme éditeur et marchand d'estampes. Il publie les œuvres d'autres cartographes, notamment la carte du monde de Giacomo Gastaldi en 1555, la carte du duché de Brabant de Jacob van Deventer en 1558, la carte du monde en huit feuillets d'Abraham Ortelius en 1564, et des cartes de Bartholomeus Musinus et de Fernando Alvares Seco.
Il a comme élève Jan Collaert (1561-1628), Pedro Perret (1555-1625) ainsi que son fils Pieter de Jode (1570-1634) et produit des estampes de dévotion avec des scènes religieuses chrétiennes.
Son œuvre majeure, le Speculum Orbis Terrae (en) (Miroir des terres du globe) parait en 1578, huit ans après la parution du Theatrum Orbis Terrarum d'Ortelius dont il ne connaît pas la popularité.
Les exemplaires de cette œuvre sont très rares aujourd'hui, contrairement aux copies publiées à grande échelle par son fils Cornelius. À la mort de celui-ci, les plaques furent rachetées par J. B. Vrients, qui possédait également les plaques d'Ortelius. Le Speculum ne fut cependant jamais réédité  en tant que tel.
Un exemplaire du Speculum Orbis Terrarum se trouve  à l'université Yale. Il a fait l'objet en 2005 d'une tentative de vol par l'infâme voleur Edward Forbes Smiley (en). Cela s'est produit dans Bibliothèque Beinecke de livres rares et manuscrits de l'Université de Yale après qu'un membre du personnel de la bibliothèque ait trouvé un couteau de précision X-Acto sur le sol.
Gérard de Jode a également illustré le recueil d'emblèmes de Laurentius Haechtanus, Μικροκόσμος. Parvus Mundus.
Il publie, en 1579 d’abord, puis en 1585, l’année même de la prise d’Anvers par Alexandre Farnese, le Thesaurus veteris et novi Testamenti, un recueil de plus de 350 estampes illustrant les Écritures. Or, il apparaît que ces estampes ont servi de modèle à un nombre important des peintures murales de la cathédrale arménienne Saint-Sauveur d'Ispahan. Ainsi, le panneau représentant L’armée de Pharaon engloutie dans la mer Rouge s’inspire fidèlement de l’estampe correspondante du Thesaurus.
Gerard de Jode meurt à Anvers, le 5 février 1591.

## Quelques œuvres

### Gravure
- Speculum Orbis Terrae. Anvers, G. de Jode, 1593, Gravure en cuivre 32 × 52 cm[5]
- Parabole des Ouvriers de la Vigne, gravure colorée et dorée, 22,8 × 28 cm[10]
- Les quatre Pères de l'Église : Jérôme, Grégoire, Ambroise et Auguste, 4 gravures, 20,1 × 25,4 cm[11]
- Multiplication des Pains, gravure dans Thesaurus Sacrarum historiarum Veteris et Novi Testamenti, 1585[12]

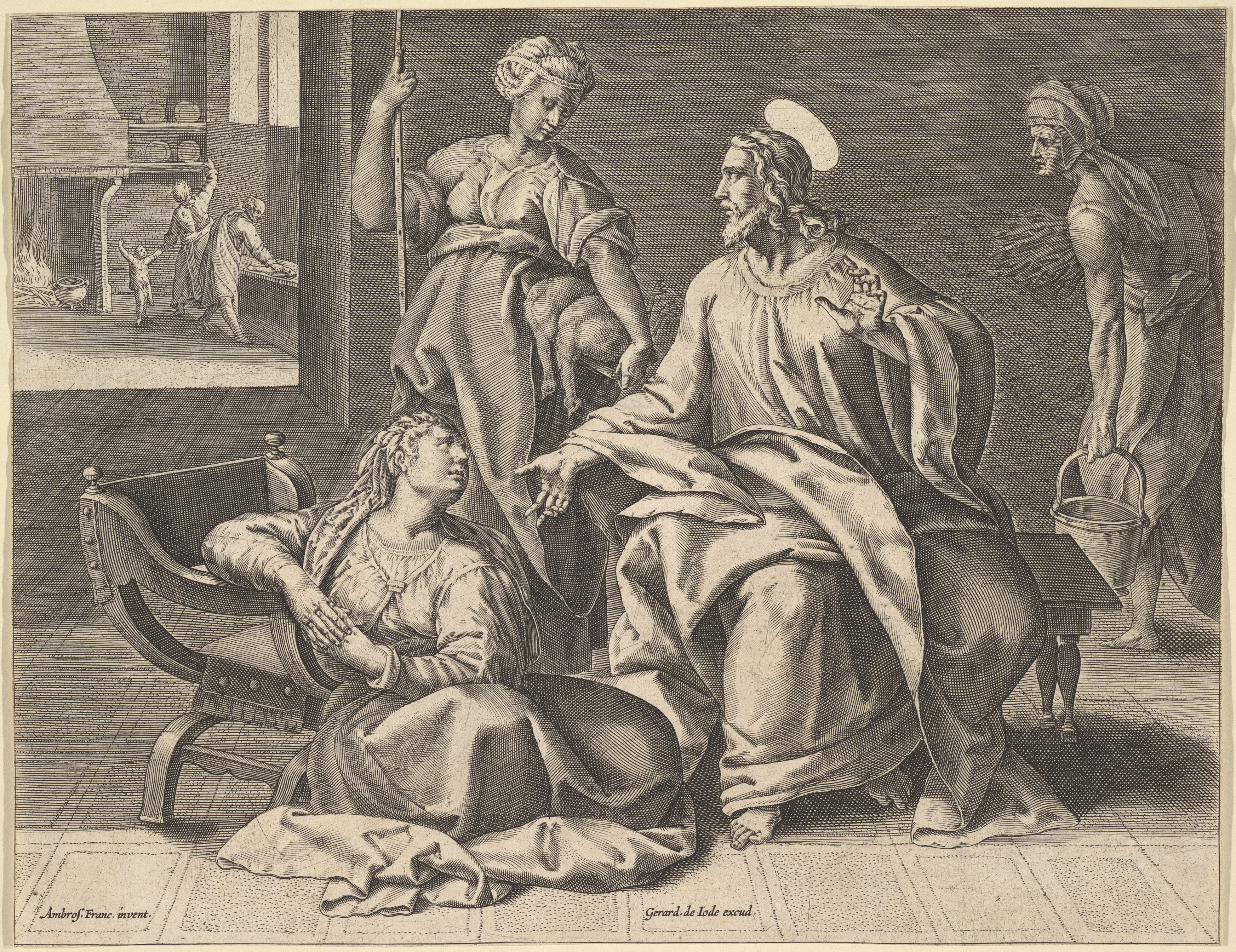
Le Christ dans la maison de Marie, Metropolitan Museum of Art de New York.
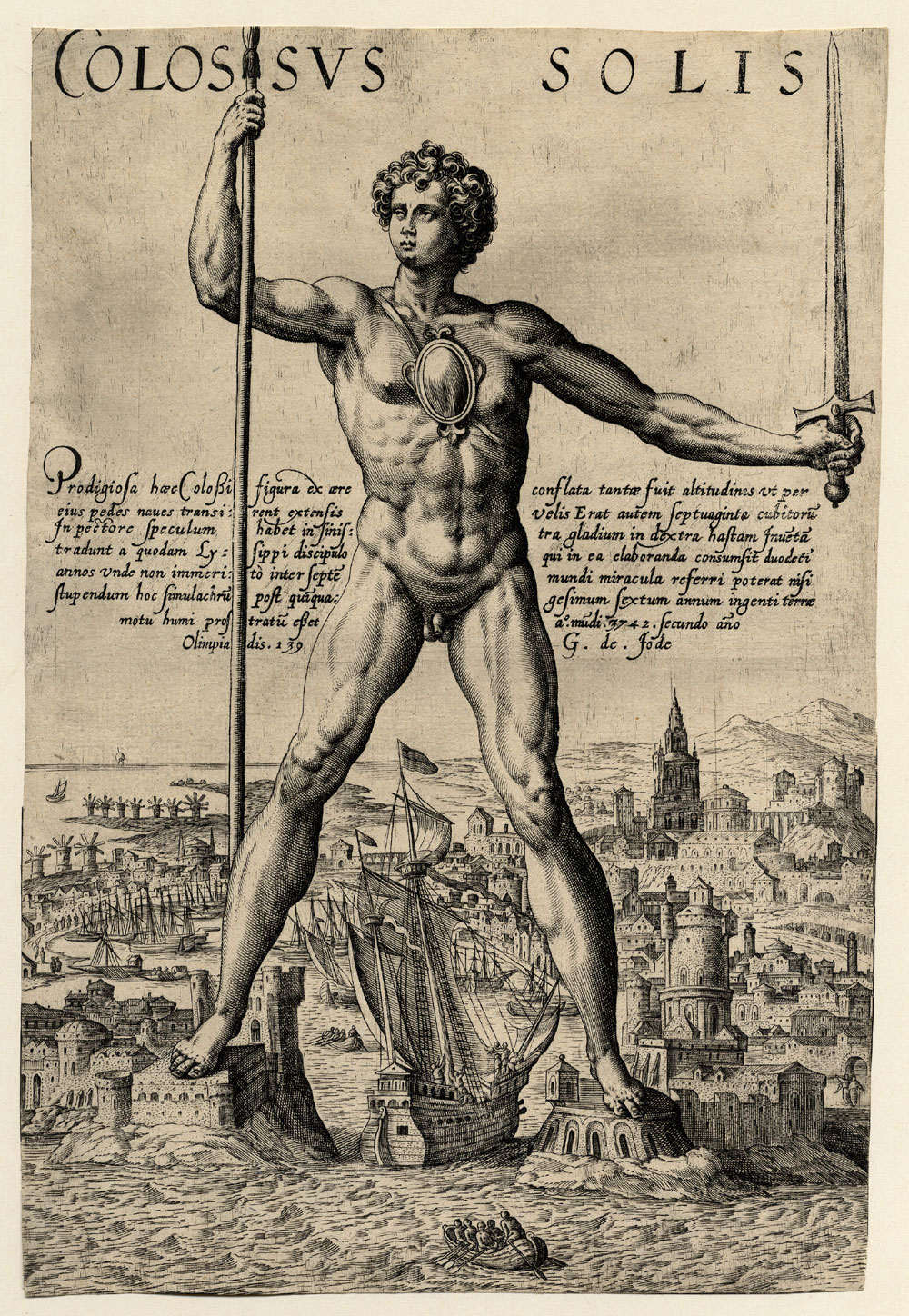
Colossus Solis vers 1580.
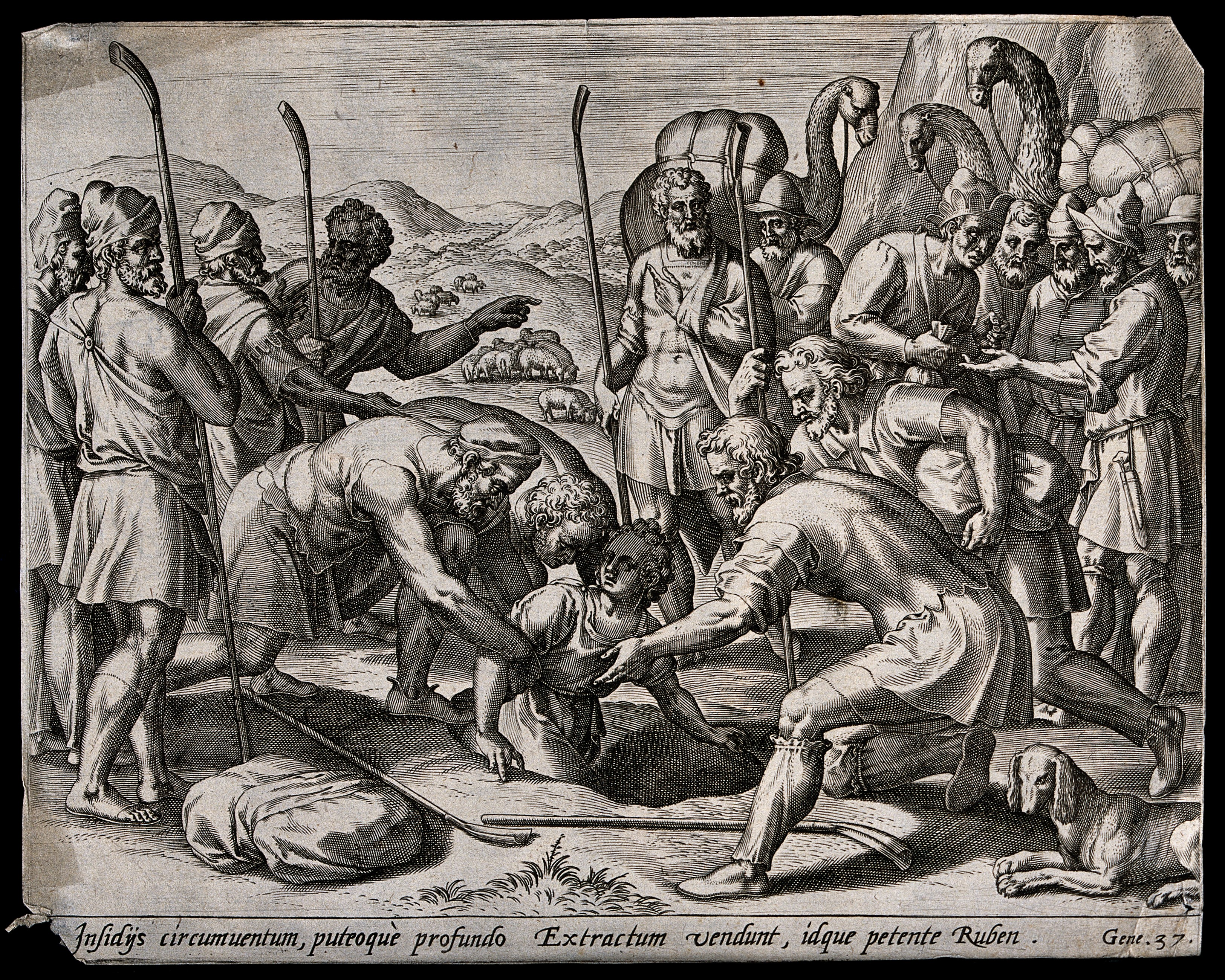
Joseph vendu par ses frères, Gravure de Gerard de Jode.

### Cartographie
- Carte antique de Bavière, Wurtemberg, imprimée à Anvers par G. de Jode en 1578[13], Bibliothèque nationale de France[14]
- Plan de Jérusalem, cartographié par G. de Jode, gravé par Antoine Wieticx, 1550-1559[15]
- Carte du Comté de Hainaut, par Gerard de Jode, 1593, Bibliothèque nationale de France[16]

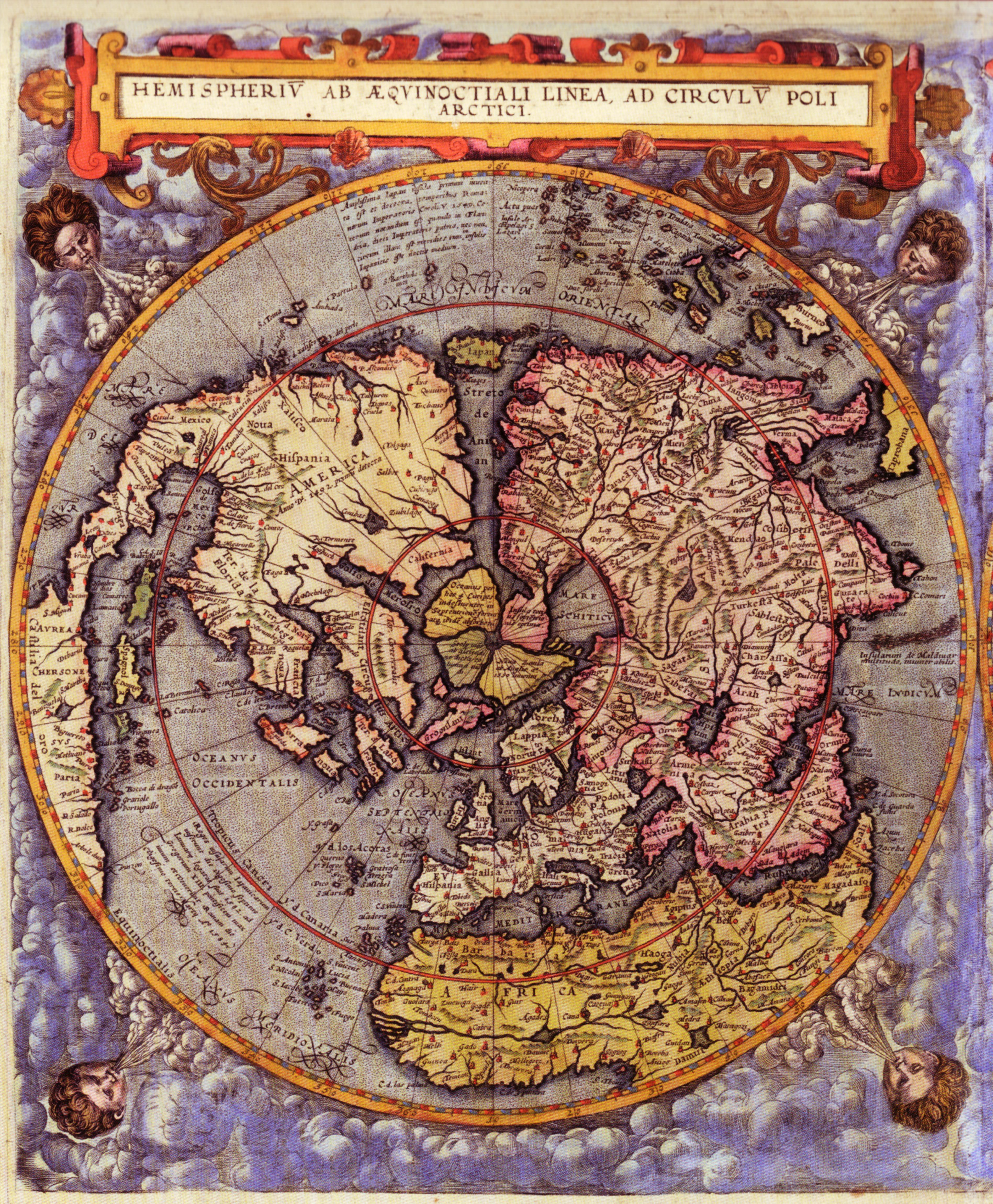
Hémisphère Nord, Anvers, 1593.
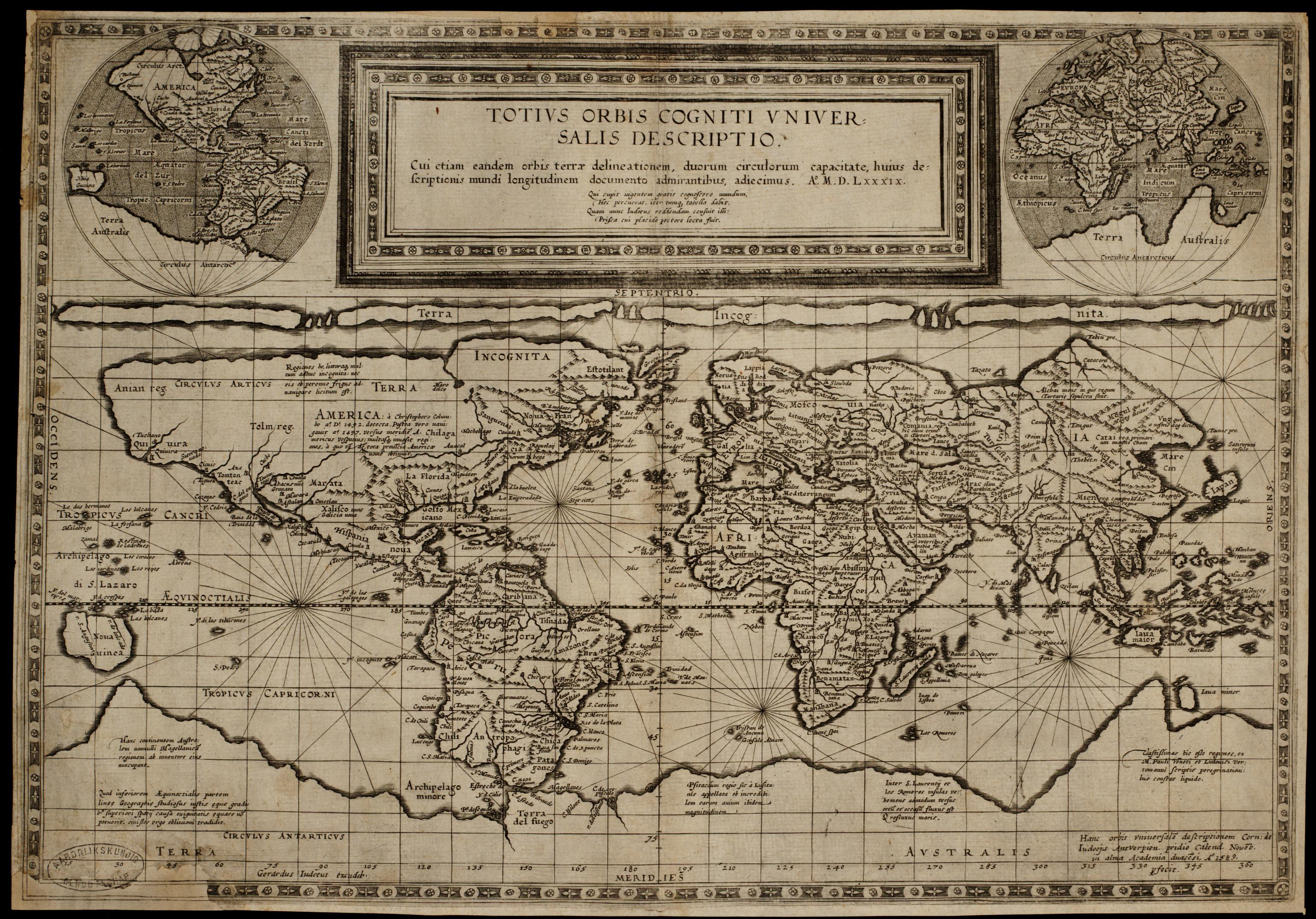
Totius Orbis Cogniti Universalis de Gerard Jode, 35 × 50 cm.
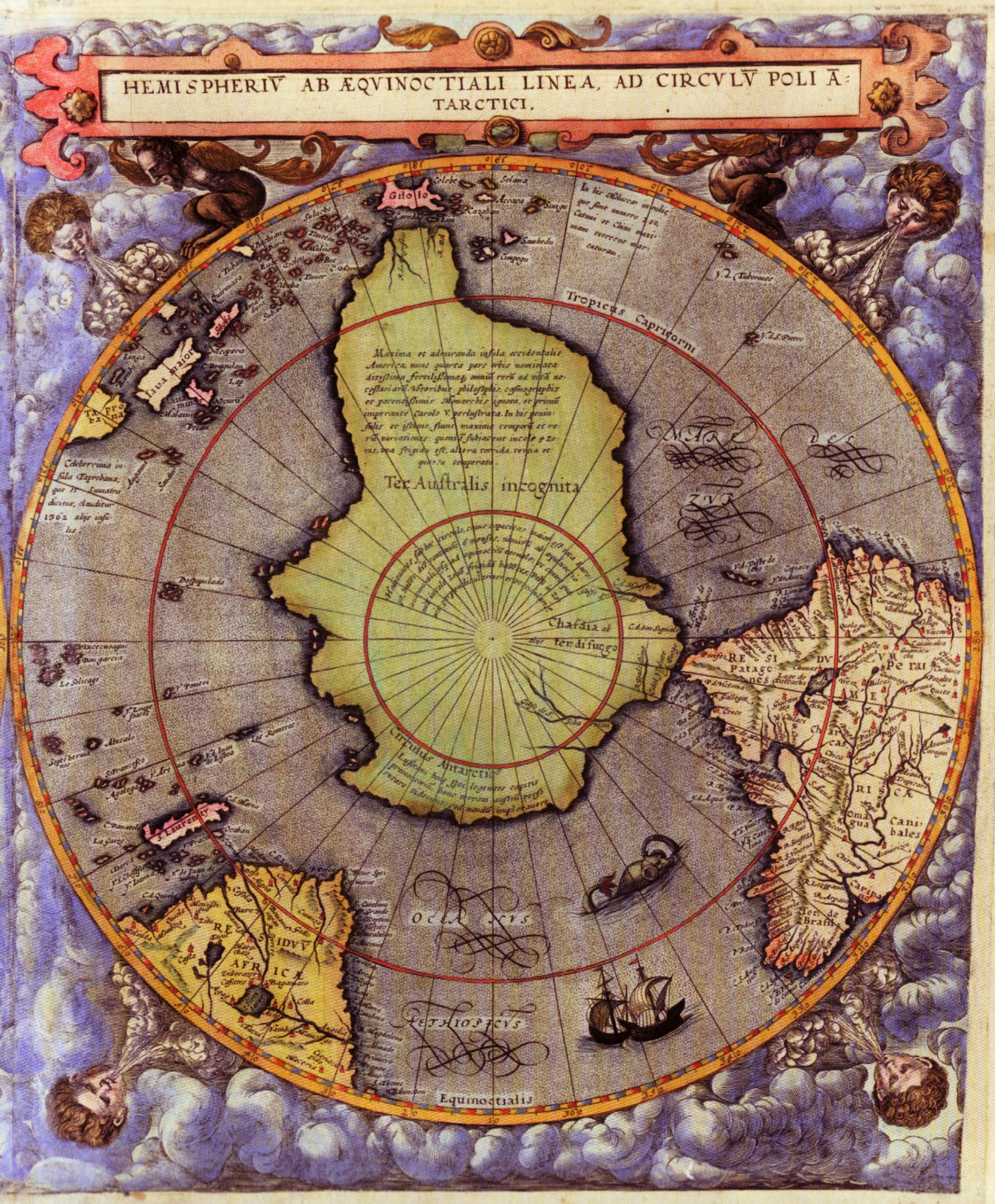
Hémisphère Sud dans Speculum Orbis Terrae

### Édition
- La Jeunesse du Christ, 1585, série de six scènes de Johann Sadeler (I) d'après Gerard van Groeningen publié par Gérard de Jode dont Les trois Sages en visite chez le roi Hérode à Jérusalem, Amsterdam, Rijksprentenkabinet[17]
- L'Ascension du Christ, 1585, partie d'une série d'estampes Les apparences du Christ ressuscité, Antonius Wierix (II) d'après Maerten de Vos publié par Gerard de Jode, Amsterdam, Rijksprentenkabinet[18]
- Thesaurus sacrarum historiarum Veteris Testamenti, Bible gravée et imprimée par Gerard de Jode, 1585, Bibliothèque du Château de Chantilly[19]
- Mikrokosmos - Parvus Mundus, livre d'emblèmes de Laurens van Haecht Goidtsenhoven, illustré par Gerard de Jode, 1618[8]
- Icones Revelationvm S. Iohs. Evangeliste in Pathmo, Bible avec emblèmes de Gerard de Jode, 1580, Anvers[20]
- Architectura, recueil d'architecture de Hans Vredeman de Vries et Gerard de Jode, édité én 1582 par Gerard de Jode[21]

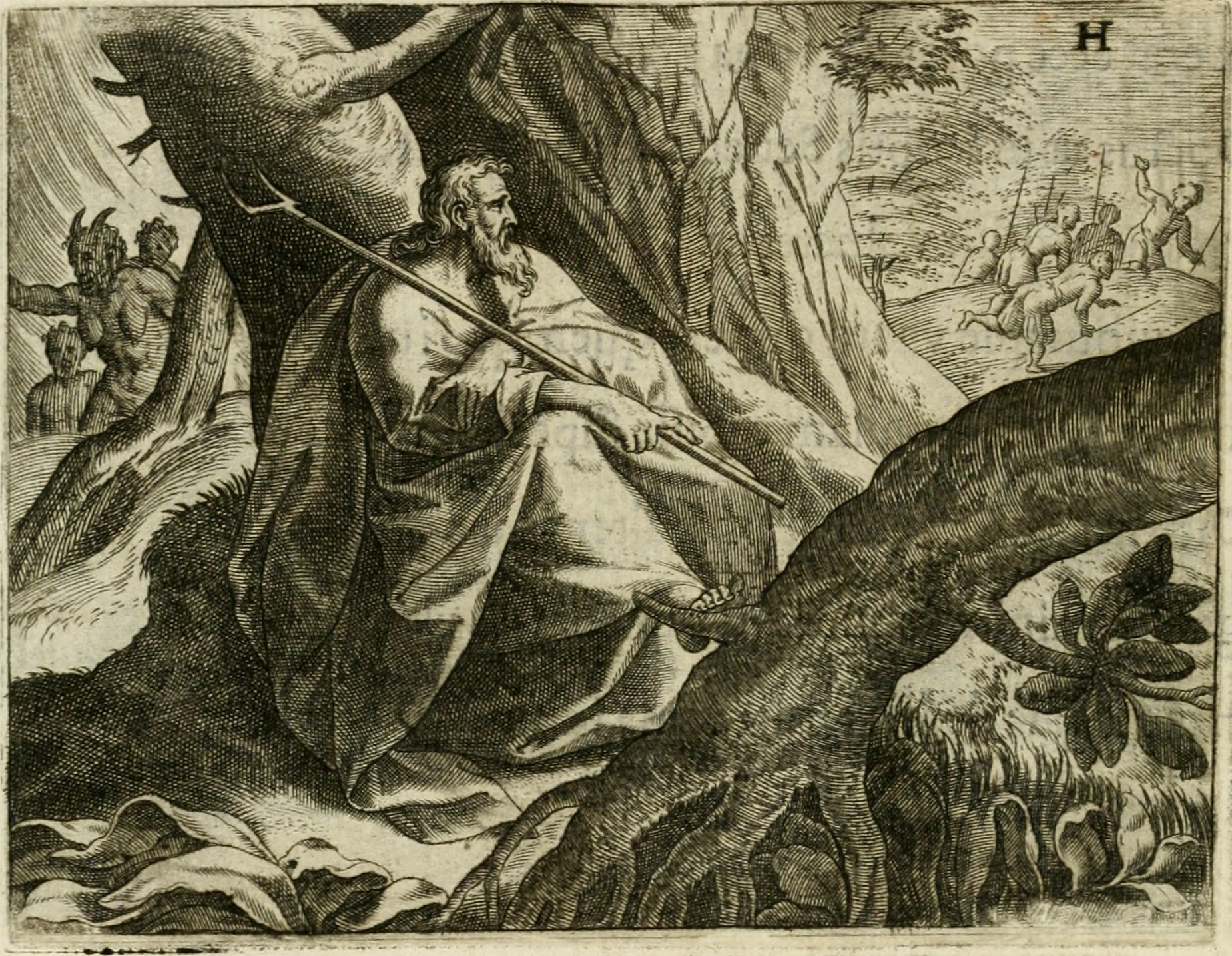
Mikrokosmos=Parvus mundus de Laurens van Haecht Goidtsenhoven, 1579.
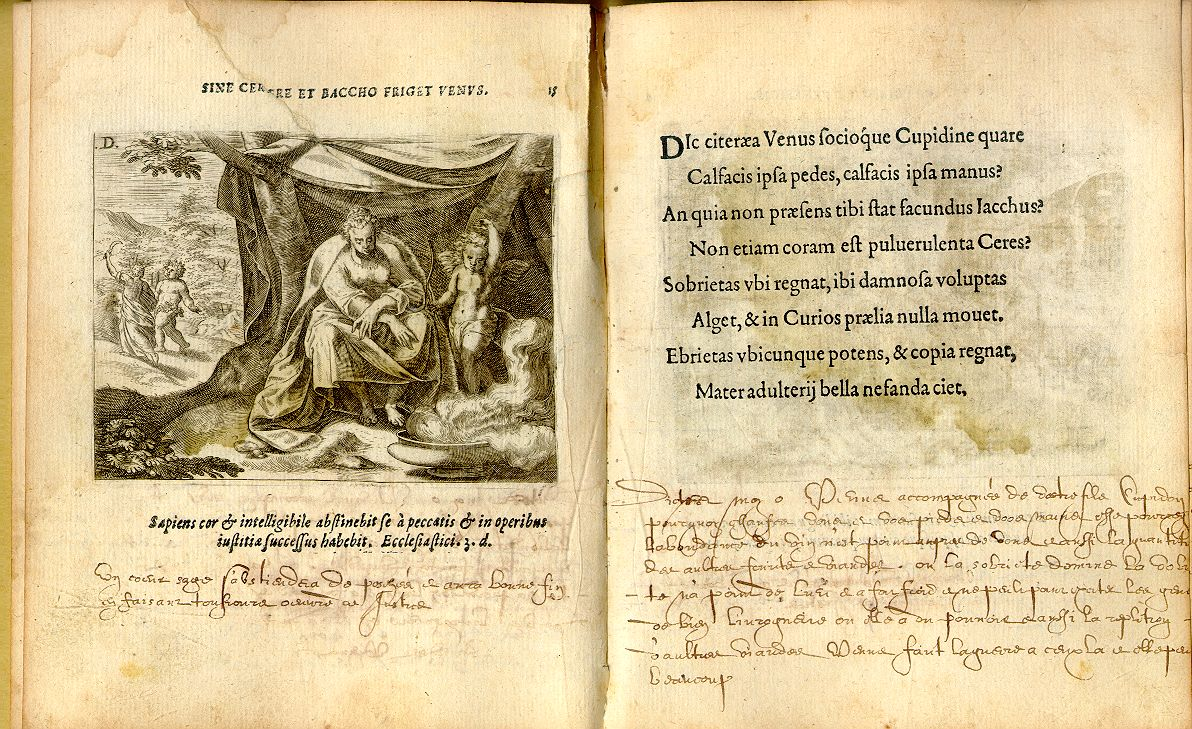
Double page de Mikrokosmos=Parvus mundus avec emblème de G. de Jode.
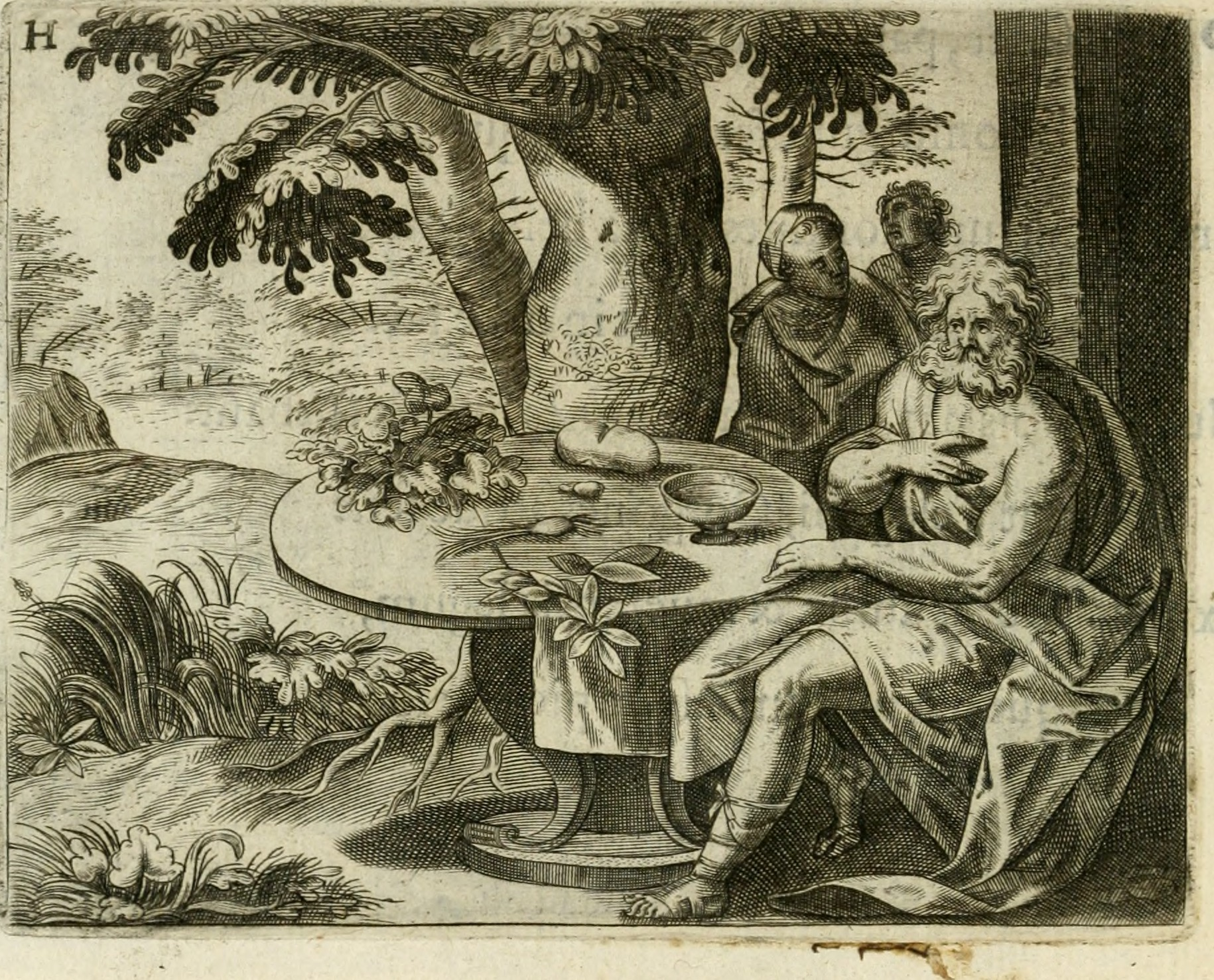
Mikrokosmos=Parvus mundus avec emblème de Gerard de Jode, 1579.